# Hemels juweel
Hemels juweel is een artistiek kunstwerk uit 1998 in Amsterdam-Oost.
Voor de herinrichting van het Java-eiland van havengebied tot woonwijk ontwikkelde architect en stedenbouwkundige Sjoerd Soeters niet alleen de plattegrond; hij ontwierp ook een aantal gebouwen. Een aantal van zijn gebouwen werd vervolgens versierd met een kunstwerk. Javakade 700-728 is zo’n door Soeters ontworpen gebouw op het Java-eiland en wordt ook wel aangeduid als streepjescodepand, vanwege de verticale belijning. In dat gebouw is een poort geïntegreerd om mensen vanaf de Javakade toegang te geven tot de tuinzone, een groenstrook lopend over het gehele eiland. Voor dit poort ontwierp Ton Slits het Hemels juweel. Overdag is het kunstwerk fel hemelsblauw. Het bestaat uit beplating van de binnenmuren van de poort, waarbij die beplating wordt geperforeerd door steeds groter wordende gaten, die doorlopen over het plafond. Die beplating lijkt vastgezet te zijn door middel van uitvergrote kruiskopschroeven, waardoor de kijker op het verkeerde been wordt gezet. De bedoeling van de kunstenaar daarbij is dat de mens zich enigszins nietig voelt ten opzichte van de poort. ’s Avonds kleurt de poort oranjerood.
Het kunstwerk werd geplaatst mede door een bijdrage van het Amsterdam Fonds voor de Kunst. 
Ton Slits gaf op zijn website aan hij ruimtelijk werk, schilderijen en collages maakt. Het ruimtelijke is ook te vinden in een beschildering op de flat Kikkenstein in Amsterdam-Zuidoost.

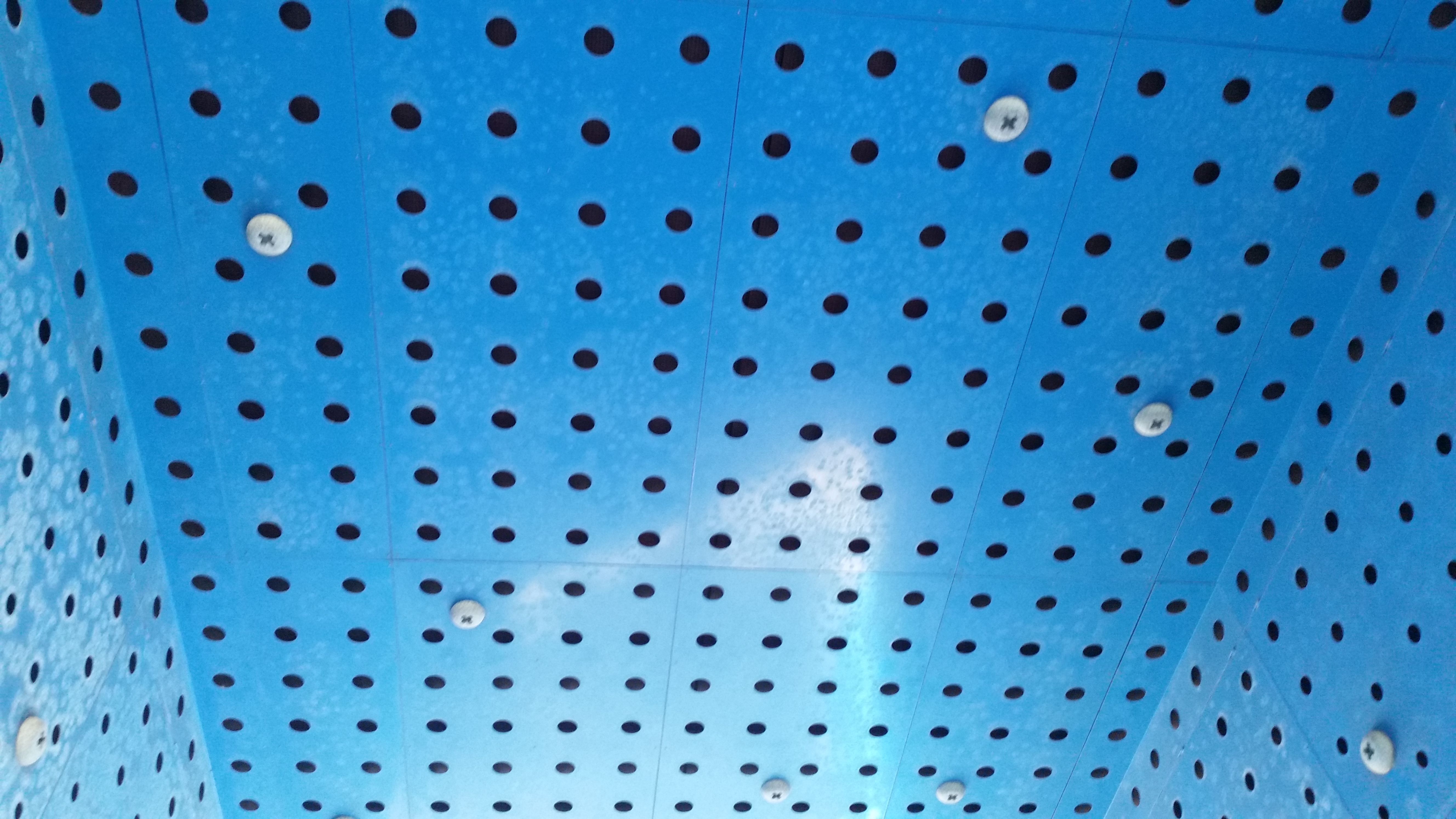
Detail van Hemels juweel (augustus 2019)
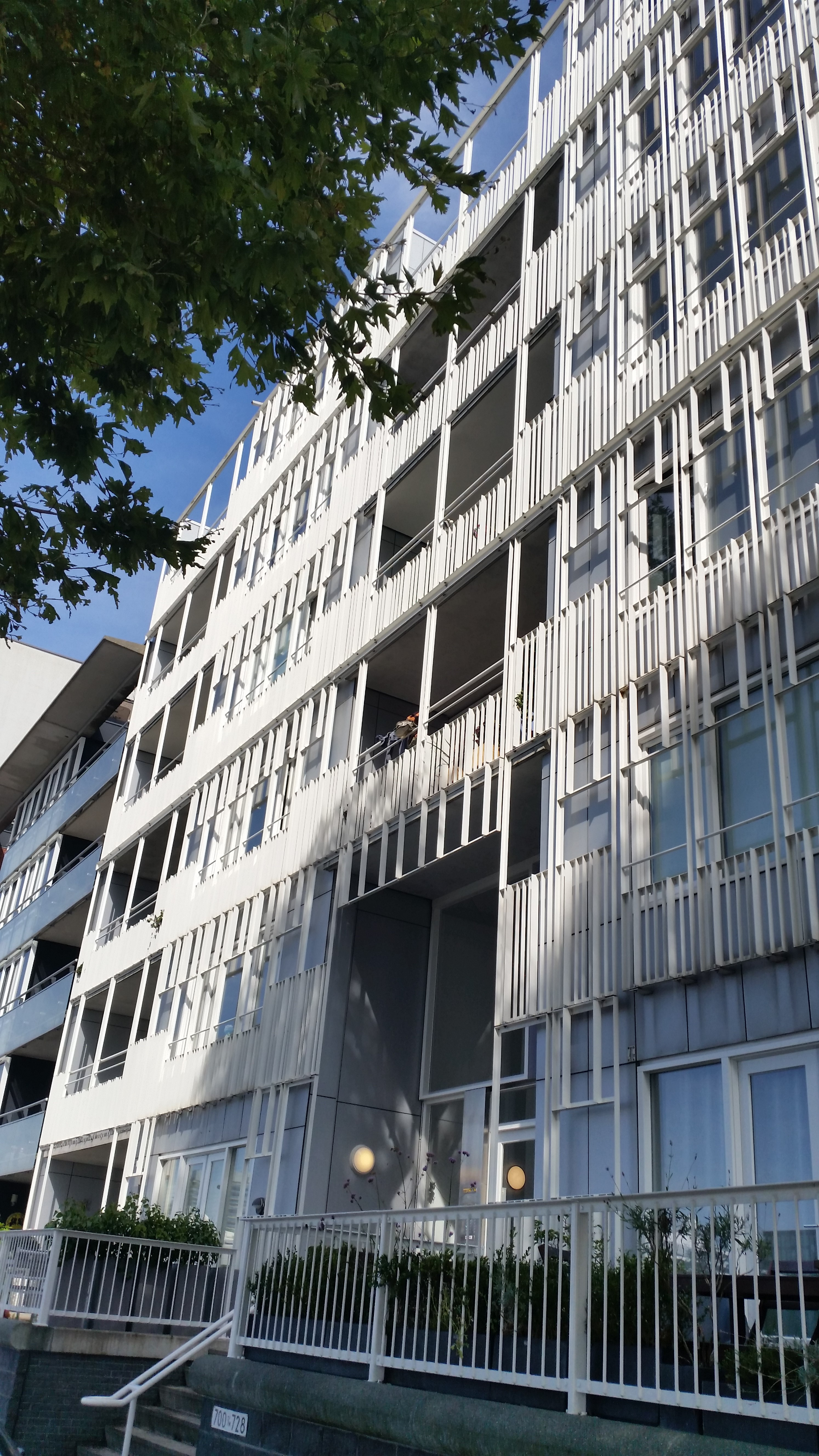
Streepjescodegebouw van Soeters (augustus 2019)
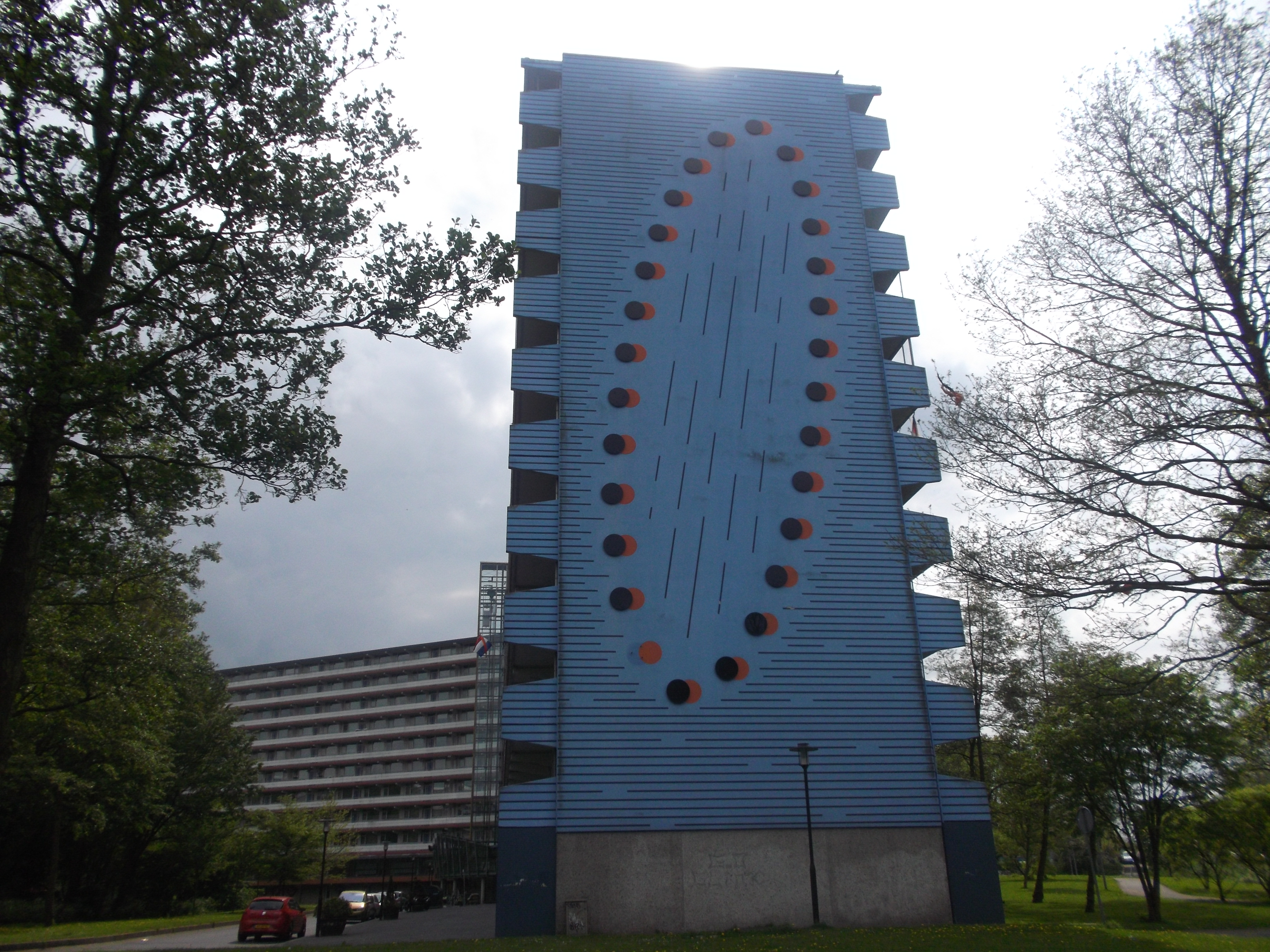
Muurschildering van Slits op Kikkenstein (2014)